# Lawinenwarndienst Bayern

Signet des Lawinenwarndienstes Bayern

Der Lawinenwarndienst Bayern wurde im Jahre 1967 gegründet. Seine Hauptaufgabe ist die Vorbeugung vor Gefahren und Katastrophen durch Schneelawinen im bayerischen Alpenraum. 
Die Gründung erfolgte als Reaktion auf eine Lawinenkatastrophe am damaligen Hotel Schneefernerhaus, bei der 1965 zehn Menschen starben 21 verletzt wurden.

## Struktur
Der Dienst ist nicht als eigenständige Organisation zu verstehen, sondern als Kooperationsstruktur mehrerer für diesen Aufgabenbereich zuständigen Sicherheits- und Katastrophenschutzbehörden (Bayerisches  Staatsministerium des Innern, Bayerisches Staatsministerium für Umwelt und Gesundheit, Gemeinden, Landratsämter, die Regierung von Oberbayern und Schwaben) unter Mitwirkung der im Bayerischen Landesamt für Umwelt angesiedelten Lawinenwarnzentrale.
Bestandteile des Lawinenwarndienstes:
- Lawinenwarnzentrale in München
- 35 Lawinenkommissionen als Beratungsgremium für die zuständigen Sicherheitsbehörden, die insgesamt aus ungefähr 350 ortskundigen und bergerfahrenen Fachleuten besteht. Diese arbeiten größtenteils ehrenamtlich. Ihre Empfehlungen bilden die Grundlage für sicherheitsbedingte Anordnungen wie Pisten- und Straßensperrungen oder künstliche Lawinenauslösungen durch Sprengungen.
- 20 automatische Mess- und Beobachtungsstationen

## Service
Der Lawinenwarndienst veröffentlicht in den Wintermonaten fortlaufend aktualisiert einen Lawinenlagebericht für die sechs Großregionen des bayerischen Alpenraums (Allgäuer Alpen, Ammergauer Alpen, Wettersteingebirge und Karwendel (Werdenfelser Alpen), Bayerische Voralpen, Chiemgauer Alpen, Berchtesgadener Alpen) mit einer aktuellen Beschreibung wichtiger Gefahrenparameter (inklusive regionaler Schneedeckenberichte und Schneeprofilgrafiken, sowie grafisch aufbereitete Messdaten) und einer Prognose als Planungshilfe für jedermann. Die Lage wird zusammenfassend in eine von fünf Gefahrenstufen auf der Europäischen Gefahrenskala eingeteilt. Der Lawinenlagebericht ist verfügbar über eine telefonische Bandansage, Videotext (BR3, Tafel 646), Internetseite bzw. für Mobilfunkgeräte WAP sowie als E-Mail-Newsletter abonnierbar. Dort können auch Verhaltenshinweise und aktuelle Straßensperrungen abgerufen werden.
Seit der Gründung wurde während der Skisaison im überwachten und freigegebenen Bereich kein einziger tödlicher Lawinenunfall mehr verzeichnet.